# 人獸形玉器

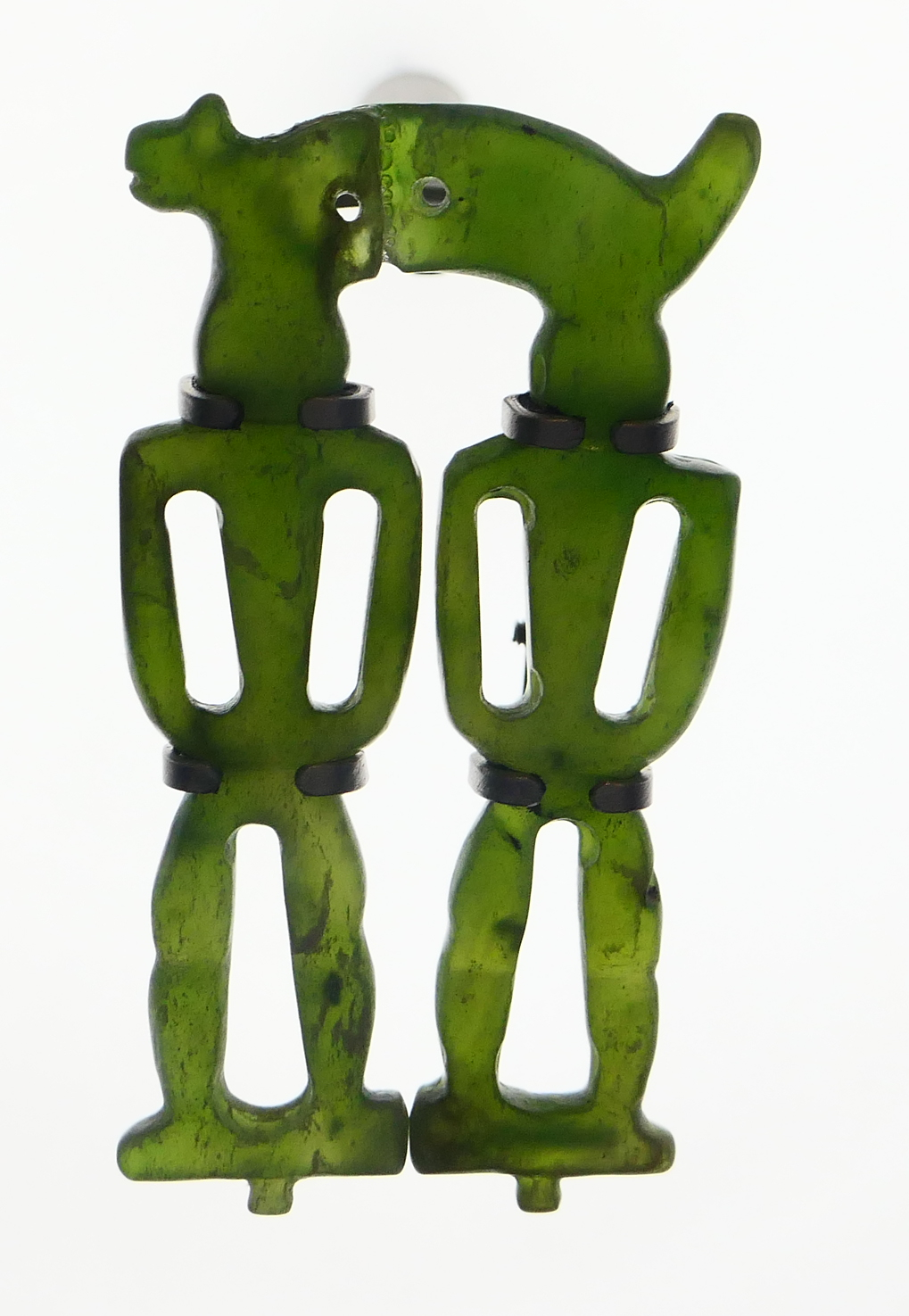
被指定為中華民國國寶的卑南遺址人獸形玉玦，是台灣出土文物首次提報為國寶。

人獸形玉器是台灣新石器時代常見的玉器，部分亦沿用至新石器時代末期及金屬器時代。由於不少考古學家相信是用作耳飾，故又稱人獸形玉玦。人獸形玉玦是利用透雕的手法，雕出兩個並立的人形，兩手插腰、雙腳分開，頭上頂著一個類似貓科動物的獸形，獸足和下面的人形共用頭部，型制十分特殊。此種特殊的造型，在海外各地十分罕見，可謂台灣獨有的玉器形式。

## 分布概況
台灣的人獸形玉器主要發現於卑南文化、花岡山文化、丸山文化及圓山文化，麒麟文化也可能有所發現，主要分布於台灣東部及北部。另外，在台灣北部十三行遺址及南部的北葉文化也有少量的人獸形玉玦出土，2014年於臺南南科的三寶埤遺址新出土一件人獸形玉玦，2024年於花蓮秀林的北三棧遺址新出土一件人獸形玉玦。
目前全台灣的人獸形玉器約有40件，臺東卑南遺址5件、臺北芝山岩遺址11件、宜蘭丸山遺址12件、屏東裘拉遺址2件、花蓮港口遺址有4件殘器、花蓮支亞干遺址、臺南南科三寶埤遺址及花蓮花岡山遺址各1件，還有部分是調查採集與私人收藏。

## 各地人獸形玉器的型制差異
台灣各地的人獸形玉器依型制差異可細分為單人型與雙人型，單人型是下方只有一個人形，上方頂著一個獸形；雙人型則如上面所述，下方雙人並立，頭上頂著一個獸形，獸足即為人形的頭部。
人獸形玉器下方為一人形，這一點爭議很小，但是上方的獸形樣式十分多元。同樣地，前述單人型較無爭議，應是一獸類的側身描繪，花蓮港口遺址及南科三寶埤遺址出土之人獸形玉玦皆屬此類；但是雙人型的變化就十分複雜，橫越在人頭上的獸形有的像貓科動物，有的頭上長有分岔的角狀突出，近似鹿科動物。
對此，根據卑南一帶原住民有關雲豹的傳說，有學者推測卑南遺址出土之人獸形玉器，其獸形可能就是已經絕種的台灣雲豹。此外，宜蘭的丸山遺址和台北的芝山岩出土之人獸形玉玦也有類似獸形，根據芝山岩出土之獸骨，推測可能為該動物可能為豬，不過無論是豬抑或貓，目前尚無定論。至於同樣在芝山岩遺址和丸山遺址的另一類人獸形玉玦，其獸形是鹿科動物，因其頭上有分岔的角狀突出，推測是鹿科應較無問題，此類人獸形玉玦亦發現於屏東的裘拉遺址。

## 器物功用
對於人獸形玉器的功用，目前學界大致有兩種看法，一種認為人獸形玉器是一種耳飾，故稱「玦」，作為陪葬品之用；另一種則認為人獸形玉器是某種器物的構件，鑲嵌在木器或骨器之上。 
就前者而言，許多人獸形玉器出土的都是作為墓葬品之用，例如卑南遺址發掘出土的人獸形玉器就是出自一石板棺，加上玦是台灣很重要的耳飾，因此可以大膽猜測人獸形玉玦是作為陪葬之用，戴在死者的耳朵上。後者則著眼人獸形玉器底部的突出物，認為它應該是插在某個器物之上的接榫點。 

## 製造地點
關於台灣人獸形玉玦之製造地點，根據卑南玉器分析結果，發現其質地與花蓮豐田產出的閃玉相似，推測卑南玉器之原料可能來自豐田一帶。而港口遺址出土之人獸形玉玦亦為閃玉所製，加上其他地區出土之玉器亦指向玉器原料可能來自花蓮出產的台灣玉（閃玉），後者是台灣本地製作玉器的唯一來源。
在製造地點上，雖然出土人獸形玉玦的卑南遺址、丸山遺址及支亞干遺址皆有玉廢料之發現，但是支亞干遺址出土之玉廢料數量不僅遠大於前兩者，在該遺址還發現大量製作工具與半成品，可見該處是一大規模的玉器製造場所。因此，儘管無法確切得知人獸形玉玦之製造地點，但是可以推測位於台灣玉產地附近的支亞干遺址，其所屬花岡山文化人群應是控制玉料資源與玉器製造的主要人群，透過海陸交通形成一個以花東縱谷北段為中心的貿易交換網絡。

## 卑南遺址出土之人獸形玉玦
雖然人獸形玉玦是台灣十分重要的考土遺物，不過目前僅有1984年於卑南遺址出土的人獸形玉玦被列為國寶。事實上，卑南遺址共出土5件人獸形玉玦，但是該件人獸形玉玦為其中最完整，因此最具代表性，並於2012年被指定為國寶。
小檔案
| 大小                  | 高：70公厘(mm) 寬：40公厘(mm) 厚：4.5公厘(mm) 重量：15.7公克(g) |
| --------------------- | --------------------------------------------------------------- |
| 出土時間              | 1984年                                                          |
| 出土地點              | 卑南遺址                                                        |
| 所屬文化 目前典藏位置 | 新石器時代晚期─卑南文化 目前典藏於國立台灣史前文化博物館        |

文物簡介
該文物高7公分，寬4公分，屬於雙人型之人獸形玉玦，由兩個完全對稱的人形，和一隻形似貓科動物的獸形構成，此動物的足部正好構成下面兩個人形的人頭，而下面兩個人形，以雙手扶腰、兩腳打開，站立於橫木狀的物件上面，形成完全對稱，橫木上則有突出物。
出土緣由
1980年7月在鐵路工程的過程中，挖出許多石板棺，經過台東縣政府磋商後，由宋文薰率領台大考古隊進行挖掘，但因當時的省政府遲於答應撥款，遲遲無法下手。當考古隊在等待經費消息時，8月中旬，台東一位楊姓商人願意贊助其考古隊的發掘任務，並且展示先前向地方商人購買的出土物，其中包含了人獸形玉玦的殘片，但卻無法證實這是否為卑南遺址所出土。
隨後在9月初開始第一次挖掘，進行了8梯次，為期254天的發掘，直到1982年9月初為止，發掘面積達7550平方公尺，其中發現1025座墓葬，這些墓葬都是以石板棺為葬具，但這些出土物中卻沒有人獸形玉玦。反而在1981年時，徐瀛洲先生卻收購到一件人獸形玉玦的殘片，與上述楊姓商人所擁有的那塊幾乎一模一樣，不過與上述狀況相同，都無法證實是否為卑南遺址所出土。
然而，這次的考古任務結束後，政府的徵收地內還有約7000平方公尺尚未挖掘，但這塊土地早被政府規劃大排水溝等工程，將於1985年11月4日動工。期間考古隊雖曾多次向相關單位報告該地具有豐富的考古資源，應該加以保護，但仍舊無法促使工程停工。為搶救工地內的考古遺物，台東縣政府於1983年12月9日採取對應措施，即施工時將雇用曾經參與考古並且熟練該技術的工人，處理施工後出土石棺內的陪葬物，該件人獸形玉玦於1984年3月19日被發掘出土。